# Tomorrow Tomorrow / Sun in My Morning
A Tomorrow Tomorrow / Sun in My Morning a Bee Gees együttes első kislemeze, amelyen már nem tagja, ezért a stúdiófelvételek rögzítésekor már nem szerepel a Bee Gees együttesben Robin Gibb és  Vince Melouney. A számok nem kerültek fel a következő Cucumber Castle albumra, először a hivatalos albumok közül a Tales from The Brothers Gibb válogatáslemezen jelentek meg.

## Közreműködők
- Barry Gibb – ének, gitár
- Maurice Gibb – ének,  gitár, zongora, basszusgitár
- Colin Petersen – dob
- stúdiózenészek

## A lemez dalai
- Tomorrow Tomorrow  (Barry és Maurice Gibb) (1969), mono 4:05, ének: Barry Gibb
- Sun In My Morning  (Barry és Maurice Gibb)  (1969), mono  2:57, ének: Barry Gibb

## Top 10 helyezés
- Tomorrow Tomorrow: #3.: Hollandia, Kanada #6.: Németország, Chile #9.: Dél-afrikai Köztársaság

## A kislemez megjelenése országonként
- Amerikai Egyesült Államok, Kanada Atco 45-6682
- Franciaország Polydor 421 463
- Németország, Olaszország, Svájc  Polydor 59 292
- Görögország  Polydor 286
- Japán Polydor DP-1647
- Dél-afrikai Köztársaság Polydor PS 39
- Spanyolország Polydor 60 057
- Egyesült Királyság Polydor 56331
- Jugoszlávia RTB S 53 553